# Sophie van Hohenberg
Sophie Maria Francisca Antonia Ignatia Alberta Fürstin von Hohenberg (Benešov, 24 juli 1901 - Thannhausen, 27 oktober 1990) was het oudste kind van aartshertog Frans Ferdinand van Oostenrijk-Este uit diens morganatisch huwelijk met Sophie Chotek. Vanwege het morganatische karakter van het huwelijk van haar ouders, was zij zelf geen aartshertogin. In 1909 werd haar door de Oostenrijkse keizer Frans Jozef I de titel Fürstin von Hohenberg toegekend.

## Levensloop
Na de aanslag op Frans Ferdinand en Sophie op 28 juni 1914 werden zij en haar twee jongere broers weeskinderen. Ze werden opgenomen in het huishouden van hun tante Henriette Chotek en haar man Jaroslav van Thun en Hohenstein. Zelf trad ze in het huwelijk met graaf Frederik van Nostitz-Rieneck (1 november 1891-29 december 1973) met wie ze vier kinderen kreeg. Ze overleed op 89-jarige leeftijd en had daarmee haar jongere broers ruimschoots overleefd.
- Gemeinsame Normdatei: 13826323X
- Virtual International Authority File: 88307371